# Edmond Heuzé
Pour les articles homonymes, voir Heuzé.
Edmond Heuzé, pseudonyme d'Edmond Amédée Letrouvé, né le 26 septembre 1883 à Paris 15e et mort à Paris 16e le 4 mars 1967,, est un peintre, dessinateur, graveur, illustrateur et écrivain français.

## Biographie
Amédée Letrouvé naît au 29, rue Violet dans le 15e arrondissement de Paris. Il est le fils du gardien de la paix Victor Letrouvé et d'Émilienne Tessier, chemisière, installés dans le quartier de Grenelle. Le couple va divorcer en 1893. En 1895, la famille Heuzé s'installe à Montmartre. Ses parents l'inscrivent à la communale de la rue Caulaincourt, son instituteur, le père Farigoule, n'est autre que le père de Jules Romains. Le couple se sépare en 1893 et la mère d'Amédée se remarie en 1897 avec Émile Heuzé, tailleur au 11, rue Custine à Montmartre. Il décide de changer de nom vers l'âge de quinze ans et de prendre celui de son beau-père Heuzé. Jeune peintre amateur autodidacte, il fait la rencontre, avec André Utter, de Suzanne Valadon qui l'encourage dans sa vocation et lui permettra de fréquenter les artistes de la butte Montmartre dont Maurice Utrillo.
Son beau-père le destinait à son métier, mais Edmond Heuzé quitte le domicile paternel de la rue Custine pour rejoindre à Montmartre son ami d'enfance André Utter. Il peint alors sur le motif en compagnie de David Laksine dit « Laxine » (1888-1911), un jeune sculpteur russe. Ils s'installent dans une mansarde au 8, rue Cortot. Cette cohabitation dura deux années, jusqu'à l'entrée de Laxine à l'atelier de Fernand Cormon et son suicide dans la Seine. « Au bout de quelques jours, la misère devient plus complète, et plus affreuse. Il partageait avec moi, ce qu'il n'avait pas. [C'est Heuzé qui parle] Nous guettâmes le moment où la concierge partirait. Elle avait un chien ; dans son écuelle il restait  encore de la soupe de la veille. Nous sautâmes sur cette soupe et nous mangeâmes ce qu'il en restait ». De retour à la maison, son beau-père le fait admettre comme coupeur au grand magasin La Samaritaine, mais surpris à quitter son travail pour aller peindre il est renvoyé.
En 1908, il découvre la peinture d'Émilie Charmy (1878-1974) qui l'impressionne beaucoup.
Pendant une trentaine d'années, Edmond Heuzé vivra de 17 petits métiers divers : « une carrière aventureuse et pittoresque » qui le fait comparer par son ami Pierre Mac Orlan à Jack London ; remarqué lors d'une soirée ou il est allé danser au bal Tivoli, par Nénesse-tête-de-mouton, danseur du Moulin Rouge le fait entrer sous le nom de scène de « William » comme danseur dans la troupe du Moulin Rouge avec La Goulue, ce qui lui permet de faire le tour du monde. Il devient également marchand, intermédiaire, camelot, régisseur de cirque ambulant, danseur de claquettes chez Maxim's, au Monico, etc.,. Réformé en 1904, il s'engage comme volontaire en 1914. Avant la déclaration de la Première Guerre mondiale, il était conservateur de la collection d'émaux du grand-duc Nicolas Mikhaïlovitch de Russie. Il est incorporé au bout de six tentatives infructueuses comme gardien au magasin d'habillement du 22e régiment d'infanterie, comme André Utter, et s'en inspira pour une série de peintures intitulée Les Masques. 
En 1918, après divers métiers, il devient directeur de la galerie Sagot, rue Laffitte à Paris, où il vend des toiles de ses amis Maurice Utrillo, Suzanne Valadon, André Thomas Rouault, ainsi que les siennes. Les douze tableaux de la série Les Masques sont vendus durant les deux premiers jours. Il conserva des liens étroits avec Utrillo, Jules Depaquit et Georges Tiret-Bognet.
Grâce à la générosité de Gustave Coquiot, marchand de tableaux, entre autres, il peut recommencer à peindre. À partir de 1920, il expose à la galerie Bernheim-Jeune ainsi qu'à la galerie Chéron en 1923, où il présente ses Filles de joie, et peut désormais vivre de son art qu'il consacre alors aux portraits, notamment dans le milieu du cirque que lui fait découvrir son ami le mime Maurice Farina (1883-1943) chez Medrano en 1922. Il épouse Nina Bacquet, la directrice du cirque Médrano. Il expose ses toiles circassiennes en 1930 à la galerie Chéron.
En 1938, il obtient le prix Paul-Guillaume pour le portrait du mime Farina.
En 1941, il acquiert un appartement au 38, rue Ramey à Paris mais habite au 58, rue Custine de 1937 à 1963.
En 1948, Edmond Heuzé devient membre de l'Académie des beaux-arts, élu au fauteuil no 5 de la section peinture. En 1951, il est nommé professeur à l'École des beaux-arts de Paris pour remplacer Jean Dupas devant subir une intervention chirurgicale. Selon Jean-Paul Crespelle (1910-1994), il devient par ailleurs un maître pour Francis Carco. 
En 1953, deux panneaux[Par qui ?] sont placés dans l'entrée du Moulin rouge : Hommage à Lautrec et Prière aux Artistes, où figurent les portraits de Piéral et d'Edmond Heuzé.
Edmond Heuzé meurt le 4 mars 1967 à Paris, rue Charles-Dickens.

## Œuvres

### Œuvres dans les collections publiques
- Granville, musée d'Art moderne Richard-Anacréon[21] :
  - Clowns, huile sur toile ;
  - Fratellini, huile sur toile.
- Grenoble, musée de Grenoble : Le Clown Ceratto, vers 1957, huile sur toile.
- Paris :
  - Bibliothèque nationale de France : Farina.
  - Musée national d'Art moderne : Portait  de Paul Léautaud, 1937, huile sur toile, 81 × 60 cm[22].
  - Musée de Montmartre : La chanteuse au caf'conc à L'Européen, huile sur carton, 865 × 50 cm[23].
- Sceaux, musée du Domaine départemental de Sceaux : Portrait de René Héron de Villefosse, 1938, huile sur panneau.
- Versailles, musée national du château : Portrait de Paul Léautaud, huile sur bois.

### Collections privées référencées
- Lucien Arkas (tr), Izmir, Suzanne Valadon enfilant son bas, huile sur toile, 100 × 81 cm[24],[25].

### Décors
1925 : décors pour La Boscotte,.

### Publications

#### Ouvrages et articles
- Monsieur Victor, roman dialogué, préface d'André Billy, Éditions de France, 1931[28],[29],[30].
- « Du Moulin-Rouge à l'Institut », Paris-Comœdia, 1953.
- Maurice Utrillo - Œuvres importantes de 1905 à 1914, mille exemplaires numérotés, Galerie Paul Pétridès, 1953.
- « Gaston Couté », L'Information artistique, no 27, 1956[31].
- Henri Rousseau, Paris, Crédit national, 1956.
- Sacha Guitry, Pierre Benoit, André Maurois, Edmond Heuzé, Fernand Crommelynck et Jean Cocteau, Maurice Utrillo V, lithographies originales de Maurice Utrillo, Suzanne Valadon et Lucie Valore, 207 exemplaires numérotés, Paris, Joseph Foret, 1956.
- François des Aulnoyes (préface d'Edmond Heuzé), Histoire et philosophie du strip-tease - Essai sur l'érotisme au music-hall, Paris, Pensée moderne, 1957.
- Paul Pétri, Edmond Heuzé et Florence G. Poisson, L'œuvre complet de Maurice Utrillo (cinq volumes), Paris, Galerie Paul Pétridès, 1959.
- « Utrillo », La Galerie des arts, juillet-août 1968.
- « Maurice Utrillo », Médecines Peintures, no 73, éditions Laboratoire Chanteau, non daté.

#### Ouvrages illustrés
- Louise Hervieu, L'Âme du cirque, Librairie de France, 1924.
- Georges Courteline, Un client sérieux, 10 gravures sur bois par Edmond Heuzé, 120 exemplaires numérotés, sur les presses de Daragnès aux dépens d'un groupe d'amateurs, 1936.
- Gabriel-Joseph Gros, Le bouquet de la mariée, 30 lithographies, pointes sèches ou eaux-fortes par Maurice Asselin, Michel Ciry, Jean-Joseph Crotti, Hermine David, René Demeurisse, André Derain, Othon Friesz, Édouard Goerg, Edmond Heuzé, Marie Laurencin, Robert Lotiron, André Marchand, Kostia Terechkovitch, Louis Touchagues, Louis Valtat, Paris, Éditions Marcel Saultier, 1945.
- Cécile Wrobel, Contes du clown, illustrations d'Edmond Heuzé, Julhès et Louis Neillot, éditions Willeb, 1945.
- Molière (présentation de Louis Jouvet), Le Tartuffe, lithographies originales d'Edmond Heuzé, 200 exemplaires numérotés, Aux éditions de l'artisan, 1946.
- Alfred Jarry, Ubu roi, lithographies et gravures sur bois d'Edmond Heuzé, 200 exemplaires numérotés, Paris, éditions Marcel Sautier, 1947.
- Gaston Couté, La Chanson d'un gas [sic] qu'a mal tourné, 53 lithographies originales d'Edmond Heuzé, 115 exemplaires numérotés, Société des amis du livre, 1951[31].
- Jules Romains, La douceur de la vie, 1 lithographie originale, André Sauret Éditeur, 1951.
- Robert Brasillach, Poèmes de Fresnes, 29 lithographies originales, 200 exemplaires numérotés, Paris, Cercle Grolier, 1953.
- Pierre Galan, Esculape et le jasmin, Toulouse, éditions Privat, 1954.
- Edmond Heuzé, Monsieur Victor , préface de André Billy, illustrations de l'auteur, Les éditions de France, 1931 (l'un des plus précieux témoignages sur les classes dites « dangereuses » selon les propos de Pierre Mac Orlan[32]).
- Francis Carco, La bohème et mon cœur, 32 lithographies, 170 exemplaires, éditions Les médecins bibliophiles, 1958.

## Expositions

### Expositions personnelles
- Galerie Berthe Weill, rue Victor Massé, Paris, 1908.
- Galerie Bernheim-Jeune, Paris, 1920.
- Galerie Chéron, Paris, 1921, 1923 (Les Filles de Joies), novembre-décembre 1924, 1928[33], 1930 (Le Cirque).
- Galerie Mantelet, Paris, 1927[34].
- Galerie de l'Élysée, Paris, 1938 (Portraits), 1941 (Cirque), 1943 (Fleurs), 1944 (Pêcheurs à la ligne).
- Moulin-Rouge, Paris, 1955.
- Edmond Heuzé, paintings and drawings, Galerie Wildenstein, Londres, mai-juin 1963.
- Galerie de Paris, Paris, 1965.
- Rétrospective Edmond Heuzé, musée de Montmartre, Paris, mai-octobre 1972.
- Rétrospective Edmond Heuzé, Château d'Hauterives (Drôme), juillet-septembre 1989[35].

### Expositions collectives
- Émilie Charmy, Maurice Hensel, Edmond Heuzé, Max Jacob, Galerie Georges Térisse, 94, boulevard Haussmann, Paris, avril 1919[36].
- Les peintres du cirque, Cirque d'hiver, rue Amelot, Paris, mai 1926[37].
- Salon des Tuileries, Paris, 1938, 1944, juin 1949.
- Salon d'automne, Paris, 1937 (Portrait de Suzanne Valadon), 1938, 1941[38].
- 27e Groupe des artistes de ce temps, Petit Palais, Paris, 1938.
- Paris vivant - Peintures d'Yves Brayer, Marcel Cosson, Edmond Heuzé, Kees Van Dongen, Galerie de Berri, Paris, septembre-octobre 1942.
- Heuzé et ses amis : Roland Oudot, Yves Brayer, Lucien Fontanarosa, Georges Cheyssial, Georges Rohner, Paul Belmondo…, Galerie 137, Cannes, mai 1974[8].
- Utrillo et les peintres de Montmartre, exposition itinérante, Osaka, Kyoto, Tokyo, 1990.
- Le cirque vu par les artistes, Fondation Septentrion, Marcq-en-Barœul, 1991-1992.
- Paris-Montmartre, Wäinö Aaltosen Museum, Turku, 1998.
- Jours de cirque, Grimaldi Forum Monaco, 2002.
- Au cirque - Le peintre e-t le saltimbanque, Musée de la Chartreuse de Douai, 2004.
- Le 12, rue Cortot, une cité d'artistes, Musée de Montmartre, de décembre 2005 à mars 2006.
- Picasso et le cirque, Musée Picasso, Barcelone, de novembre 2006 à  février 2007.
- Fondation Pierre-Gianadda, Martigny, mars-juin 2007.
- Les chefs-d'oeuvre de la collection Arkas, Musée de Lodève, de décembre 2013 à mars 2014[24],[25].
- Lieux et ateliers mythiques, Musée de Montmartre, d'octobre 2018 à janvier 2019[23].
- Peintres de Montmartre - Gen Paul, André Utter, Edmond Heuzé, Lucien Genin, Suzanne Valadon, Maurice Utrillo, espace culturel Maurice-Utrillo, Pierrefitte, mai-juin 2019.
- Le cirque illustré, espace Cascades de la Tohu, Montréal, juillet-août 2019[39].

## Ventes publiques
- Atelier Edmond Heuzé, Claude Robert commissaire-priseur, Paris, hôtel Drouot, 12 décembre 1969.
- Le temps des découvertes. Edmond Heuzé, vente de l'atelier Edmond Heuzé, Millon et associés, commissaires-priseurs, Paris, hôtel Drouot, 26 janvier 2009[40].

## Reconnaissance

### Réception critique
- « Heuzé n'a pas voulu se laisser enfermer dans sa spécialité de peintre de cirque. Il a bien fait : ses nus âpres, dont la couleur est vraie et le dessin énergique, manifestent un talent des plus sympathiques. » - François Fosca, 1928[34]
- « Heuzé, curieux homme, à l'origine fort redevable à Rouault et l'un des meilleurs chroniqueurs du cirque, avant de retrouver cette technique que l'on pouvait croire perdue : l'art du portrait. » - Raymond Escholier, 1945[41]
- « Ses filles, ses clowns, ses bourgeois grotesques me l'avaient fait connaître comme un des artistes les mieux doués de sa génération. Il y a en lui un magnifique tempérament où s'allie un sens généreux des coloris, ce qui est l'essentiel, à un don d'observation à la fois sévère et douloureux qui, orienté différemment, aurait pu être celui d'un très grand caricaturiste. » - André Billy, 1949[42]
- « Heuzé a fréquenté à Montmartre tous les locataires du Bateau-Lavoir ; ce personnage d'exception a exercé tous les métiers : danseur, tailleur, fort des Halles, ce bohême pittoresque est élu à 65 ans membre de l'Institut. Formé par le cubisme, il montre dans ses paysages, et surtout dans ses clowns et ses scènes de cirque, des dons d'observation qu'il exprime avec une sensibilité où se confrontent la discipline plastique, la générosité et l'humour. » - Gérald Schurr, 1989[35]
- « C'est au cirque qu'il prit le goût de peindre des clowns. Depuis, il ne dédaigna pas les portraits officiels,d'un membre de l'Académie Goncourt au chef d'État-major général de l'armée ; tous ces portraits sont également pleins de vie ; ils sont aussi exécutés selon un souci cinématique convenant parfaitement à l'artiste qui n'a pu se résoudre à ne pas traduire l'humain mais qui commença par "méditer sur la géométrie" à l'aube du cubisme dont il fut un des premiers à avoir la révélation. » - Dictionnaire Bénézit, 1999[32]

### Récompenses et distinctions
- Prix Paul-Guillaume, 1938.
- Commandeur de la Légion d'honneur, 1953.
- Commandeur dans l'ordre des arts et lettres.
- Commandeur dans l'ordre des palmes académiques.

### Iconographie
- René Collamarini, Buste d'Edmond Heuzé, Saint-Rémy-lès-Chevreuse, Fondation de Coubertin[43].
- Roger Guit, Portrait d'Edmond Heuzé, 1946, dessin, Paris, musée Carnavalet[44].
- Paul Lemagny, Edmond Heuzé dans son atelier, 1952, gravure au burin, musée d'Art moderne de Paris[45] et musée du Domaine départemental de Sceaux.

## Élèves
- Jean-Pierre Alaux.
- Paul Ambille.
- Joseph Archepel.
- Marcelle Cahen-Bergerol.
- Albert Chavanon (1931-2008)[46] ,[47].
- Paul Collomb.
- Mickaël Compagnion.
- Geoffroy Dauvergne, en 1951.
- Claude Dechezelle.
- Michel Dureuil, en 1951.
- Roger Forissier.
- Gérald Garand (1928-2013)
- Roland Guillaumel.
- Paul Guiramand.
- Lucien Moutard, dit Murtin[48].
- André Pédoussaut.
- Olivier Pettit.
- André Plisson.
- Jean-Pierre Pophillat.
- André Quellier.
- Henri Van Moé, en 1951.